# 銀河資源
銀河資源有限公司，簡稱銀河資源（英語：Galaxy Resources Limited，ASX：GXY）是一家澳洲鋰開採公司。
2011年，銀河資源計劃到香港第二上市，集資2億美元，但因市況不佳而押後上市計劃。

## 外部連結
- 銀河資源公司網站（页面存档备份，存于）